# Апостольский нунций в Словении
Апостольский нунций в Республика Словения — дипломатический представитель Святого Престола в Словении. Данный дипломатический пост занимает церковно-дипломатический представитель Ватикана в ранге посла. Как правило, в Словении апостольский нунций является дуайеном дипломатического корпуса, так как Словения — католическая страна. Апостольская нунциатура в Словении была учреждена на постоянной основе 8 февраля 1992 года, после признания Святым Престолом независимости Словении. Её резиденция находится в Любляне.
В настоящее время Апостольским нунцием в Словении является архиепископ Луиджи Бьянко, назначенный Папой Львом XIV 20 мая 2025 года.

## История
Апостольская нунциатура в Словении, в качестве постоянной нунциатуры, была учреждена 8 февраля 1992 года, после признания Святым Престолом независимости Словении, возникшей после распада Югославии.
Предшественницей Апостольской нунциатуры в Словении была Апостольская нунциатура в Югославии учреждённая в 1920 году, как Апостольская нунциатура в королевстве Сербия, и переименованная в 1922 году как Апостольская нунциатура в Королевстве Сербов, Хорватов и Словенцев. В 1929 году получила название Апостольская нунциатура в Югославии. В 1950 году понижена до ранга Апостольской делегатуры в Югославии. Однако, 22 августа 1970 года опять повышена до ранга Апостольской нунциатуры.

## Апостольские нунции в Словении
- Пьер Луиджи Челата — (24 июня 1992 — 6 февраля 1995 — назначен апостольским нунцием в Турции);
- Эдмон Фархат — (26 июля 1995 — 11 декабря 2001 — назначен апостольским нунцием в Турции);
- Мариан Олесь — (11 декабря 2001 — 1 мая 2002, в отставке);
- Джузеппе Леанца — (15 мая 2002 — 22 февраля 2003 — назначен апостольским нунцием в Чехии);
- Сантос Абриль-и-Кастельо — (9 апреля 2003 — 9 января 2011 — назначен вице-камерленго Святой Римской Церкви);
- Юлиуш Януш — (10 февраля 2011 — 21 сентября 2018, в отставке);
- Жан-Мари Спиш — (19 марта 2019 — 12 апреля 2025 — назначен апостольским нунцием в Нидерландах);
- Луиджи Бьянко — (20 мая 2025 — по настоящее время).